# Ewine van Dishoeck
Ewine van Dishoeck   (Leiden, 13 de juny de 1955) és una astrònoma i química neerlandesa. És professora d'astrofísica molecular a l'Observatori de Leiden, i va exercir com a presidenta de la Unió Astronòmica Internacional (2018-2021) i coeditora de l'Anual Review of Astronomy and Astrophysics (2012-present).
És una de les pioneres de l'astroquímica i la seva recerca està orientada a la determinació de l'estructura d'objectes còsmics mitjançant els seus espectres moleculars.

## Joventut
Ewine Fleur van Dishoeck va néixer el 13 de juny de 1955 a Leiden, Països Baixos. Com que el seu pare era professor d'otorrinolaringologia, el seu amor per la ciència es va inspirar als 12 anys. Durant aquest temps, el seu pare va ser convidat a passar sis mesos a San Diego, CA. La seva primera classe de ciències va ser a través del sistema de l'escola pública de San Diego. Recorda amb afecte que la seva professora de ciències, una dona i afroamericana de la dècada del 1960, es va veure obligada a superar molts obstacles per assolir la posició en què es troba ara. La seva educació va inspirar a van Dishoeck a interessar-se per la ciència i tenir el desig de fer grans coses en el món de la química. Quan va tornar als Països Baixos, va estar motivada per seguir una carrera en química, amb la Universitat de Leiden sent la plataforma de llançament de la seva investigació.

## Educació i carrera professional
Ewine van Dishoeck va estudiar química a la Universitat de Leiden. A Leiden, van Dishoeck va trobar que la física també l'interessava. Els seus interessos van començar a desplaçar-se cap a la química física poc després, i la química quàntica va ser un dels principals punts focals del seu projecte de recerca sènior. La tragèdia es va produir quan va morir l'únic professor titular de Leiden especialitzat en química quàntica. Els programes de doctorat als Països Baixos requereixen que la tesi sigui supervisada per un professor titular. Si van Dishoeck volia quedar-se a Leiden per al seu treball de postgrau, necessitava trobar un altre camp d'estudi. En aquell moment, el xicot i futur marit de van Dishoeck, Tim de Zeeuw, va estudiar astronomia i va acabar un curs sobre descobriments de molècules interestel·lars. De Zeeuw, va saber que l'expert del mitjà interestel·lar era Alexander Dalgarno de la Universitat Harvard. Mentre estudiava amb Dalgarno el 1980, va canviar la seva carrera a astroquímica i va completar el seu doctorat sobre l'excitació i la ruptura de molècules dins dels núvols de gas interestel·lar. Després va tornar a Cambridge, MA, per rebre un fellow a la Societat de becaris de Harvard per continuar la seva recerca destacada sobre el medi interestel·lar. Des del 2007 és la directora científica de la Netherlands Research School for Astronomy (NOVA).

## Investigació
Van Dishoeck treballa sobre molècules interestel·lars; evolució física i química durant la formació estel·lar i la formació dels planetes; astronomia de l'infraroig llunyà i astronomia infraroja; processos moleculars bàsics; i la transferència radiativa de radiació lineal i continua. El 2021 va rebre una beca ERC Advanced Grant per estudiar química i física en els discs que formen planetes al voltant d'estrelles diferents del Sol.
És l'astrofísica molecular més citada del món.

## Treball
El treball d'Ewine van Dishoeck sobre astroquímica va ser fonamental per respondre com el gas i la pols interestel·lar es poden transformar en organismes vius. La vida depèn del carboni, i l'espai en té una abundància en forma de monòxid de carboni. Tanmateix, el monòxid de carboni es podria trencar per la radiació ultraviolada (UV). A causa de les estrelles de les galàxies, la llum UV és abundant per trencar el monòxid de carboni. En els seus estudis de doctorat, ningú no sabia com algunes molècules de monòxid de carboni podien romandre vives a l'espai. En la seva investigació de laboratori, van Dishoeck va establir models de núvols interestel·lars; va comparar les seves proves amb observacions reals. Va concloure que el monòxid de carboni no és vulnerable a tota la llum UV a través dels seus assaigs. Només és susceptible a les longituds d'ona que pot absorbir. Tal com van completar ella i John Black, la pols i altres molècules poden bloquejar la llum UV, donant lloc a la protecció del monòxid de carboni. Les seves troballes van respondre per què algunes molècules de monòxid de carboni van poder sobreviure el temps suficient per contribuir a la formació d'organismes vius.

## Premis i reconeixements
Van Dishoeck va ser Junior Fellow de la Harvard Society of Fellows el 1984, on va treballar amb Alex Dalgarno.
Va ser guardonada amb la Medalla d'Or de la Reial Societat de Química dels Països Baixos (Koninklijke Nederlandse Chemische Vereniging) el 1994, el Premi Spinoza (Països Baixos) el 2000, i el Premi Bourke de la Royal Society of Chemistry (Regne Unit) el 2001.
Des de 2001, és membre de la Reial Acadèmia d'Arts i Ciències dels Països Baixos i de l'Acadèmia Nacional de Ciències dels Estats Units.
El 2013, es va convertir en membre de l'Akademie der Wissenschaften.
Va rebre el premi Gothenburg Lise Meitner (Suècia) el 2014, i el premi Albert Einstein World of Science (Mèxic) el 2015. El 2018, Van Dishoeck va rebre la medalla James Craig Watson (EUA) i el premi Kavli (Noruega) per astrofísica.
El mateix any, també ha estat escollida membre d'honor de la Reial Societat Química dels Països Baixos. Va ser elegida membre de la Societat Filosòfica Americana i va rebre el Premi Jules Janssen, ambdós el 2020.
El 2021 el Papa Francesc la va nomenar membre de l'Acadèmia Pontifícia de les Ciències i també va rebre el Nick Kylafis Lectureship. El 2022 Van Dishoeck va rebre el Premi Fritz Zwicky d'Astrofísica i Cosmologia i la Medalla d'Or Internacional Niels Bohr.

## Vida personal
Van Dishoeck està casada amb Tim de Zeeuw, professor d'astronomia a la Universitat de Leiden que va ser director general de l'Observatori Europeu Austral del setembre del 2007 al 2017.